# ماري مكورماك
ماري مكورماك (بالإنجليزية: Mary McCormack)‏ هي ممثلة أمريكية، ولدت في 8 فبراير 1969 في الولايات المتحدة.

## أعمال

### أفلام
- (1998) ديب إمباكت[5][6][7]
- (2003)  النجم السابق الطفل[8]
- (2007) 1408[9]

### مسلسلات
- فضيحة[10]
- قانون ونظام[11]

## ترشيحات
- جائزة توني لأفضل ممثلة بارزة في مسرحية [الإنجليزية]‏ (2008)

## وصلات خارجية
- ماري مكورماك على موقع IMDb (الإنجليزية)
- ماري مكورماك على موقع قاعدة بيانات الأفلام العربية
- ماري مكورماك على موقع ألو سيني (الفرنسية)
- ماري مكورماك على موقع تيرنر كلاسيك موفيز (الإنجليزية)
- ماري مكورماك على موقع أول موفي (الإنجليزية)
- ماري مكورماك على موقع قاعدة بيانات برودواي على الإنترنت (الإنجليزية)
- ماري مكورماك على موقع قاعدة بيانات الأفلام السويدية (السويدية)
- ماري مكورماك على موقع إن إن دي بي (الإنجليزية)
- ماري مكورماك على موقع قاعدة بيانات الفيلم (الإنجليزية)
- ماري مكورماك على موقع ليتربوكسد (الإنجليزية)